# Megasema
Megasema é um gênero de traça pertencente à família Arctiidae.